# Yang Zhi
Yang Zhi (杨智S, Yáng ZhìP; Canton, 15 gennaio 1983) è un calciatore cinese, ex portiere del Beijing Guoan.

## Carriera

### Club
Ha giocato nella prima divisione cinese.

### Nazionale
Ha partecipato alla Coppa d'Asia del 2011.